# Concours Eurovision de la chanson 1961
- Pays participants

Londres 1960 Luxembourg 1962
Le Concours Eurovision de la chanson 1961 est la sixième édition du concours. Il a lieu le samedi 18 mars 1961, à Cannes, en France. Il est remporté par le Luxembourg, avec la chanson Nous Les Amoureux, interprétée par Jean-Claude Pascal. Le Royaume-Uni termine deuxième et la Suisse, troisième.

## Organisation
La France, qui avait remporté l'édition 1960, se charge  de l'organisation de l'édition 1961.

## Pays participants
Seize pays participent au sixième concours, surpassant le record de l'année précédente.
L'Espagne, la Finlande et la Yougoslavie font leurs débuts. Il n'y a aucune abstention.

## Format
Le concours a lieu à nouveau au Palais des Festivals de Cannes, comme lors de l'édition 1959. C'est la première fois que le concours se tient un samedi.
La scène est plus vaste que celle de l'édition 1959. Elle représente une terrasse dans un jardin méditerranéen et était décorée de milliers de fleurs. Le tableau des votes était celui déjà employé en 1959. Il était placé à la droite de la scène.
Le programme dure près d'une heure et trente-cinq minutes. Il est suivi par 35 millions de téléspectateurs.
Le tirage au sort des ordres de passage a lieu deux jours auparavant, le jeudi 16 mars 1961.

## Déroulement
La vidéo introductive est en tout point semblable à celle de 1959 : un premier plan mouvant partant de la mer et allant jusqu'au Palais des Festivals ; un second plan mouvant parcourant la salle, les cabines des commentateurs, le public, l'orchestre et finalement le rideau de scène. Celui-ci s'ouvre alors, dévoilant les artistes, tous réunis sur la scène, une première dans l'histoire du concours.
La présentatrice de la soirée est Jacqueline Joubert. Elle a également présenté l'édition 1959 et devint ainsi la première personne à présenter une deuxième fois le concours. Elle reprend son désormais célèbre « Bonsoir l'Europe ! » et conclut son introduction sur ces mots : « Pour rapprocher les peuples, un petit refrain vaut parfois beaucoup mieux qu'un long discours ».
Joubert cite ensuite le nom des pays participants. Chacun à leur tour, les artistes s'avancent jusqu'au micro et énoncent leur nom. Plus tard, Joubert introduisit elle-même chaque chanson.
L’orchestre est dirigé par Frank Pourcel.

## Chansons
Seize chansons concourent pour la victoire.
Le représentant autrichien, Jimmy Makulis, est en réalité originaire d’Athènes. Il est le premier citoyen grec à participer au concours.
La représentante allemande n'est autre que Lale Andersen, qui a connu la gloire vingt ans auparavant, avec sa reprise de Lili Marleen.
Au total, pas moins de cinq chansons ont les saisons comme thème principal. Monaco, la Suède et la France chantent le printemps. La Belgique et la Norvège, l’été.

## Chefs d'orchestre
| Rafael Ferrer  | Raymond Lefèvre | Franck Pourcel                  | George de Godzinsky | Jože Privšek  | Dolf van der Linden | William Lind     |
| -------------- | --------------- | ------------------------------- | ------------------- | ------------- | ------------------- | ---------------- |
| - Espagne      | - Monaco        | - Allemagne - Autriche - France | - Finlande          | - Yougoslavie | - Pays-Bas          | - Suède          |
| Fernando Paggi | Francis Bay     | Øivind Bergh                    | Kai Mortensen       | Léo Chauliac  | Harry Robinson      | Gianfranco Intra |
| - Suisse       | - Belgique      | - Norvège                       | - Danemark          | - Luxembourg  | - Royaume-Uni       | - Italie         |

## Entracte
Le spectacle d'entracte est fourni par Tessa Beaumont et Max Bozzoni, danseurs de l'Opéra de Paris. Il s'agit d'un ballet classique intitulé Rencontre à Cannes.

## Vote
Le vote est décidé entièrement par un panel de jurys nationaux. Les différents jurys sont contactés par téléphone, selon l'ordre inverse de passage des pays participants.
Chaque jury se compose de dix personnes. Chaque juré attribue un vote à la chanson qu'il estime la meilleure.
Les résultats des votes sont annoncés oralement, selon l'ordre de passage des candidats. À l'exception du Royaume-Uni et de l'Autriche qui annoncent les résultats de leur pays en anglais, tous les autres le font en français. C'est la première fois qu'autant de pays donnent les résultats dans une même langue (14/16).
Le Royaume-Uni prend la tête dès les débuts du vote, grâce notamment au jury luxembourgeois qui lui attribue 8 votes. Une erreur survint lors du vote du jury belge. Celui-ci attribue un vote au Royaume-Uni, qui est converti en 5 votes sur le tableau. Le Luxembourg reprend son retard dans la seconde partie du vote et passe en tête lorsque l'erreur est corrigée. En effet, après la fin du vote du jury autrichien, les 25 points du Royaume-Uni sont ramenés à 21. Jacqueline Joubert demande à la salle s'il y a eu une erreur et le public lui répond par l'affirmative. Elle leur rétorque alors : « Vous comptez mieux que moi ! », ajoutant immédiatement : « Il est vrai que moi, je suis très émue d'appeler tous ces pays. Si vous étiez à ma place... Je n'ai jamais parlé à autant de gens à la fois. »

## Résultats
Le Luxembourg remporte le concours pour la première fois. Seuls la Belgique, la Norvège et le Royaume-Uni ne lui attribuent aucun vote.
Pour la quatrième fois en six éditions du concours, une chanson en français remporte le grand prix.
La médaille est remise à Jean-Claude Pascal par Tessa Beaumont après que Jacqueline Joubert a qualifié sa chanson de "vengeresse" 
À la suite du dépassement d'horaire du concours, la reprise de la chanson gagnante n'est pas diffusée au Royaume-Uni.
| Ordre | Pays        | Artiste(s)         | Chanson                     | Langue             | Place | Points |
| ----- | ----------- | ------------------ | --------------------------- | ------------------ | ----- | ------ |
| 01    | Espagne     | Conchita Bautista  | Estando contigo             | Espagnol           | 9     | 8      |
| 02    | Monaco      | Colette Deréal     | Allons, allons les enfants  | Français           | 10    | 6      |
| 03    | Autriche    | Jimmy Makulis      | Sehnsucht                   | Allemand           | 15    | 1      |
| 04    | Finlande    | Laila Kinnunen     | Valoa ikkunassa             | Finnois            | 10    | 6      |
| 05    | Yougoslavie | Ljiljana Petrovic  | Neke davne zvezde           | Serbe              | 8     | 9      |
| 06    | Pays-Bas    | Greetje Kauffeld   | Wat een dag                 | Néerlandais        | 10    | 6      |
| 07    | Suède       | Lill-Babs          | April, april                | Suédois            | 14    | 2      |
| 08    | Allemagne   | Lale Andersen      | Einmal sehen wir uns wieder | Allemand, français | 13    | 3      |
| 09    | France H T  | Jean-Paul Mauric   | Printemps, avril carillonne | Français           | 4     | 13     |
| 10    | Suisse      | Franca di Rienzo   | Nous aurons demain          | Français           | 3     | 16     |
| 11    | Belgique    | Bob Benny          | September, gouden roos      | Néerlandais        | 15    | 1      |
| 12    | Norvège     | Nora Brockstedt    | Sommer i Palma              | Norvégien          | 7     | 10     |
| 13    | Danemark    | Dario Campeotto    | Angelique                   | Danois             | 5     | 12     |
| 14    | Luxembourg  | Jean-Claude Pascal | Nous les amoureux           | Français           | 1     | 31     |
| 15    | Royaume-Uni | The Allisons       | Are You Sure?               | Anglais            | 2     | 24     |
| 16    | Italie      | Betty Curtis       | Al di là                    | Italien            | 5     | 12     |

## Anciens participants
| Artiste         | Pays     | Année(s) précédente(s) |
| --------------- | -------- | ---------------------- |
| Bob Benny       | Belgique | 1959                   |
| Nora Brockstedt | Norvège  | 1960                   |

## Tableau des votes
| Drapeau de l'Italie | Drapeau du Royaume-Uni                            | Drapeau du Luxembourg | Drapeau du Danemark | Drapeau de la Norvège | Drapeau de la Belgique | Drapeau de la Suisse | Drapeau de la France | Drapeau de l'Allemagne | Drapeau de la Suède | Drapeau des Pays-Bas | Drapeau de la République fédérative socialiste de Yougoslavie | Drapeau de la Finlande | Drapeau de l'Autriche | Drapeau de Monaco | Drapeau de l'Espagne | Total |   |    |
| Pays                | Espagne                                           | –                     | 1                   | –                     | –                      | 2                    | –                    | –                      | 2                   | –                    | 1                                                             | 1                      | –                     | –                 | –                    | 1     |   | 8  |
| Pays                | Monaco                                            | –                     | 1                   | –                     | –                      | –                    | –                    | 1                      | –                   | –                    | –                                                             | –                      | –                     | 3                 | –                    |       | 1 | 6  |
| Pays                | Autriche                                          | –                     | 1                   | –                     | –                      | –                    | –                    | –                      | –                   | –                    | –                                                             | –                      | –                     | –                 |                      | –     | – | 1  |
| Pays                | Finlande                                          | 2                     | 2                   | –                     | 1                      | –                    | –                    | –                      | 1                   | –                    | –                                                             | –                      | –                     |                   | –                    | –     | – | 6  |
| Pays                | Yougoslavie                                       | –                     | 1                   | –                     | 1                      | –                    | –                    | 1                      | 2                   | –                    | –                                                             | 1                      |                       | –                 | 3                    | –     | – | 9  |
| Pays                | Pays-Bas                                          | 2                     | –                   | –                     | –                      | –                    | –                    | –                      | 1                   | 1                    | –                                                             |                        | 2                     | –                 | –                    | –     | – | 6  |
| Pays                | Suède                                             | –                     | –                   | –                     | –                      | –                    | –                    | –                      | 2                   | –                    |                                                               | –                      | –                     | –                 | –                    | –     | – | 2  |
| Pays                | Allemagne                                         | –                     | –                   | –                     | 1                      | –                    | –                    | –                      | –                   |                      | 1                                                             | –                      | –                     | –                 | 1                    | –     | – | 3  |
| Pays                | France                                            | –                     | 2                   | 1                     | –                      | –                    | –                    | –                      |                     | 4                    | 1                                                             | –                      | –                     | 1                 | –                    | 2     | 2 | 13 |
| Pays                | Suisse                                            | 2                     | 2                   | –                     | –                      | –                    | –                    |                        | –                   | –                    | 4                                                             | 2                      | 1                     | –                 | 2                    | 2     | 1 | 16 |
| Pays                | Belgique                                          | –                     | –                   | 1                     | –                      | –                    |                      | –                      | –                   | –                    | –                                                             | –                      | –                     | –                 | –                    | –     | – | 1  |
| Pays                | Norvège                                           | –                     | –                   | –                     | 1                      |                      | 5                    | –                      | –                   | –                    | –                                                             | –                      | 1                     | 2                 | –                    | –     | 1 | 10 |
| Pays                | Danemark                                          | –                     | –                   | –                     |                        | 8                    | –                    | –                      | –                   | –                    | 2                                                             | 1                      | –                     | 1                 | –                    | –     | – | 12 |
| Pays                | Luxembourg                                        | 3                     | –                   |                       | 1                      | –                    | –                    | 1                      | 1                   | 5                    | 1                                                             | 1                      | 5                     | 3                 | 4                    | 4     | 2 | 31 |
| Pays                | Royaume-Uni                                       | 1                     |                     | 8                     | 1                      | –                    | 1                    | 7                      | –                   | –                    | –                                                             | 3                      | –                     | –                 | –                    | –     | 3 | 24 |
| Pays                | Italie                                            |                       | –                   | –                     | 4                      | –                    | 4                    | –                      | 1                   | –                    | –                                                             | 1                      | 1                     | –                 | –                    | 1     | – | 12 |
| Pays                | Le tableau suit l'ordre de passage des candidats. |                       |                     |                       |                        |                      |                      |                        |                     |                      |                                                               |                        |                       |                   |                      |       |   |    |

## Télédiffuseurs
| Pays        | Télédiffuseur(s)     | Commentateur(s)       | Porte-parole         |
| ----------- | -------------------- | --------------------- | -------------------- |
| Allemagne   | Deutsches Fernsehen  | Wolf Mittler          | ?                    |
| Autriche    | ORF                  | Emil Kollpacher       | ?                    |
| Belgique    | RTB                  | Robert Beauvais (RTF) | ?                    |
| Belgique    | BRT                  | Anton Peters          | ?                    |
| Danemark    | DR TV                | Sejr Volmer-Sørensen  | Claus Toksvig        |
| Espagne     | TVE                  | Federico Gallo        | Diego Ramirez Pastor |
| Finlande    | Suomen Televisio     | Aarno Walli           | Poppe Berg           |
| France      | RTF                  | Robert Beauvais       | ?                    |
| Italie      | Programma Nazionale  | Corrado Mantoni       | Enzo Tortora         |
| Luxembourg  | Télé Luxembourg      | Robert Beauvais (RTF) | ?                    |
| Monaco      | Télé Monte Carlo     | Robert Beauvais (RTF) | ?                    |
| Norvège     | NRK                  | Leif Rustad           | Mette Janson         |
| Pays-Bas    | NTS                  | Piet te Nuyl          | Siebe van der Zee    |
| Royaume-Uni | BBC TV               | Tom Sloan             | Nicholas Parsons     |
| Royaume-Uni | BBC Light Programme  | Pete Murray           | Nicholas Parsons     |
| Suède       | Sveriges Radio-TV    | Jan Gabrielsson       | Roland Eiworth       |
| Suisse      | TSR                  | Robert Beauvais (RTF) | Boris Acquadro       |
| Suisse      | TV DSR               | Theodor Haller        | Boris Acquadro       |
| Yougoslavie | Televizija Beograd   | Ljubomir Vukadinović  | ?                    |
| Yougoslavie | Televizija Zagreb    | Gordana Bonetti       | ?                    |
| Yougoslavie | Televizija Ljubljana | Tomaž Terček          | ?                    |